# Vidin
Pour la région, voir Vidin (oblast).
Vidin (bulgare : Видин, parfois translittéré Vidine) est un village du Nord-Ouest de la Bulgarie, sur la rive droite du Danube. La ville est aussi le chef-lieu de la province du même nom. La frontière serbe est à environ 21 kilomètres à l'ouest, à vol d'oiseau, la roumaine à l'Est sur le Danube.

## Géographie

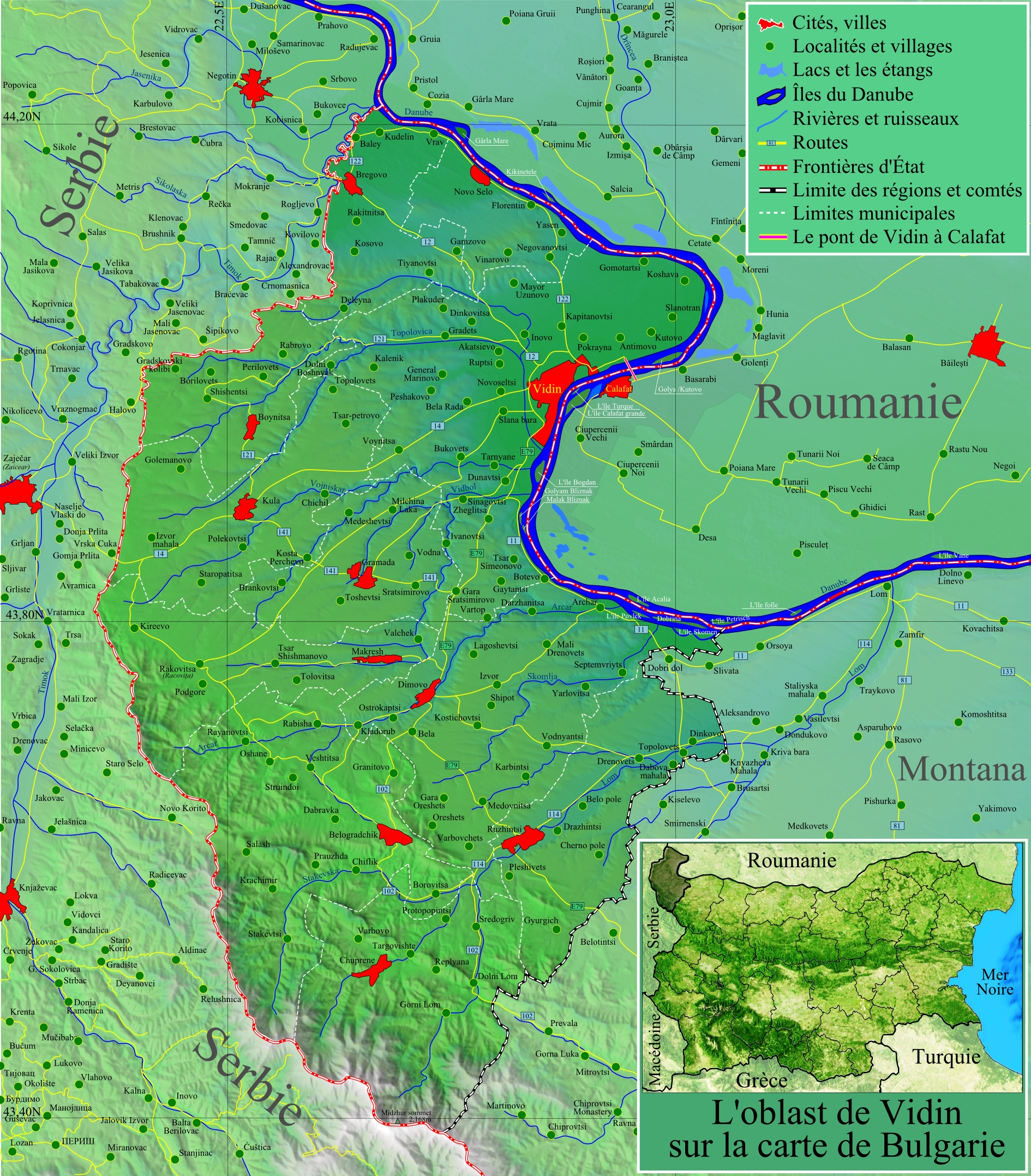
Carte de l'oblast de Vidin.

Vidin se situe dans le coin nord-ouest de la Bulgarie, entre la Serbie, la Roumanie et l'extrémité ouest du Grand Balkan, où l'on parle le bulgare danubien et torlakien. Elle est baignée au sud-est par le Danube dont elle occupe la rive droite, à environ 80 km en aval des Portes de Fer. Calafat dans le județ de Dolj en Roumanie se trouve en face, sur la rive gauche.
C'était l'un des points de passage du Danube par bac, entre la Roumanie et la Bulgarie, jusqu'à l'inauguration du pont entre Calafat et Vidin en juin 2013.

## Histoire
Dans l'antiquité, la ville était un lieu de peuplement celte et triballe nommé Dunonia : les Romains y construisirent une ville fortifiée sous le nom de Bononia, qui devint l'un des centres urbains les plus importants de la Mésie à l'époque thraco-romaine, dans la province de Dacie ripense du diocèse de Dacie. Au Ve siècle la population était christianisée comme en témoignent les basiliques et les objets chrétiens, et aux VIe et VIIe siècles elle fut assimilée par les Slaves qui appelèrent la ville  Badin ou B'din, diffusèrent leur langue mais adoptèrent à leur tour le christianisme, ainsi que des coutumes thraces comme les martenitsi que les Bulgares partagent avec les Roumains.
La bataille d'Ongal (680) livra la péninsule des Balkans aux Proto-Bulgares qui y constituèrent le Premier empire bulgare avec les « Sept Tribus slaves » et qui adoptèrent eux aussi le christianisme en 865. Ils érigèrent la forteresse de Baba Vida (= « Grand-mère Vida ») en plusieurs étapes entre le Xe et le XIVe siècle, qui fit de Badin une importante cité bulgare, siège d'un évêché. De 971 à 976, la ville fut le centre des possessions du tsar Samuel Ier de Bulgarie, mais elle fut prise par l'empereur byzantin Basile II en 1003 après un siège de huit mois. La ville connut une période brillante sous l'Empire byzantin (1004-1185) et sous le second Empire bulgare (1186–1396). Elle fut le siège d'un despotat semi-indépendant, dirigé notamment par Jacob Svetoslav. L'un de ces despotes, Shishman, est le fondateur d'une dynastie qui donna plusieurs tsars à la Bulgarie.
En 1356, le tsar Ivan Alexandre de Bulgarie l'érigea en cité-État pour la donner à son fils Jean Stratzimir, mais la ville fut conquise par les Hongrois en 1365 et prit le nom de Bodony ; ils en furent cependant chassés trois ans plus tard par les Valaques qui l'appelèrent Bādeni et la remirent à Jean Stratzimir en 1369. Quand en 1393-1395 la Bulgarie tomba sous le joug ottoman, Vidin resta le dernier territoire chrétien indépendant du pays, mais pour peu de temps : en 1396, Jean Stratzimir fut défait sous les murs de Nicopolis et la ville fut incorporée à l'empire ottoman comme forteresse de la « province du Danube » (Ton-ili en turc). Comme telle, elle fut prise en 1595 par le voïvode valaque Michel Ier le Brave, mais reprise par l'Empire ottoman en 1601.
Dans les dernières années du XVIIIe siècle, c'est de Vidin qu'Osman Pazvantoğlu mena une rébellion contre le Sultan. En 1859, le voyageur et aventurier britannique Samuel White Baker remarque sur le marché aux esclaves de Vidin sa future épouse Florence Szàsz, qu'il fait évader en soudoyant les gardes alors qu'elle a déjà été achetée par le pacha local.
Pendant la guerre serbo-bulgare (1885), la ville fut assiégée par l'armée serbe, très supérieure en nombre aux défenseurs bulgares qui cependant repoussèrent les assiégeants. Vidin subit aussi quelques dégâts causés par les canonnières roumaines du Danube en 1916 et en 1944, puis accueillit une base fluviale soviétique de l'automne 1944 au printemps 1991.

## Démographie
| 1946   | 1956   | 1965   | 1975   | 1985   | 1992   | 2002   | 2005   | 2010   |
| ------ | ------ | ------ | ------ | ------ | ------ | ------ | ------ | ------ |
| 18 481 | 23 932 | 36 835 | 53 091 | 62 693 | 62 691 | 57 171 | 53 488 | 48 859 |

| 2011   | 2012   | 2013   | 2014   | 2015   | 2016   | 2017   | 2018   | 2019   |
| ------ | ------ | ------ | ------ | ------ | ------ | ------ | ------ | ------ |
| 47 382 | 46 877 | 46 068 | 45 327 | 43 595 | 42 801 | 42 195 | 41 583 | 40 620 |

| 2020   | 2021   | 2022   | 2023   | 2024   | - | - | - | - |
| ------ | ------ | ------ | ------ | ------ | - | - | - | - |
| 39 568 | 38 669 | 34 797 | 33 742 | 33 448 | - | - | - | - |

## Éducation et culture
La ville et ses environs présentent un intérêt architectural par ses forteresses médiévales bien conservées, ses églises et ses maisons traditionnelles du XIXe siècle.

### Lieux et monuments
- Forteresse Baba Vida du Xe siècle, agrandie aux XIIIe et XIVe siècles, tombée aux mains des Ottomans en 1396.
- Cathédrale orthodoxe Saint-Dimitri (XIXe siècle).
- À proximité, forteresse de Belogradchik ou Kaleto.

## Galerie

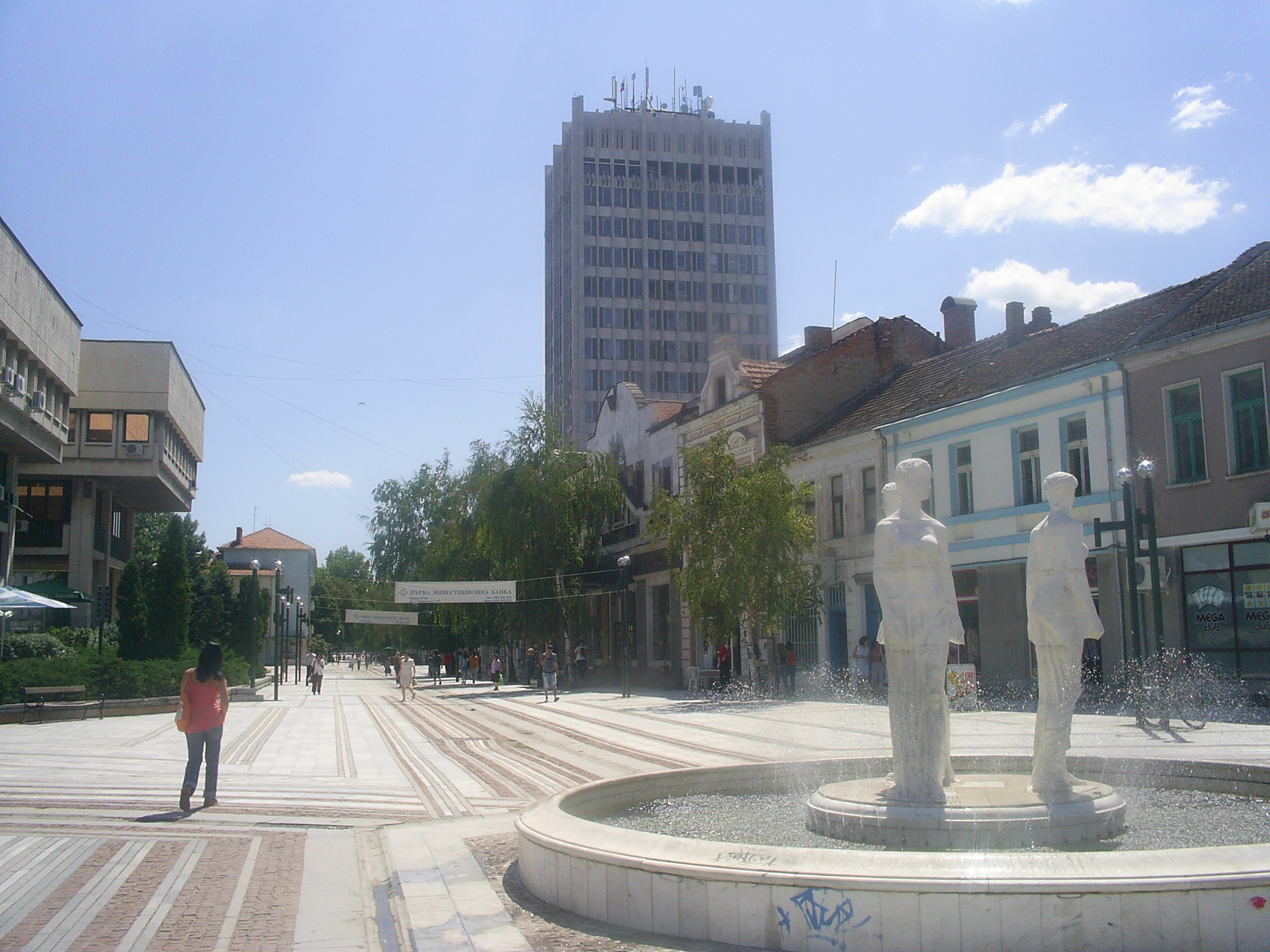
Rue piétonne du centre-ville
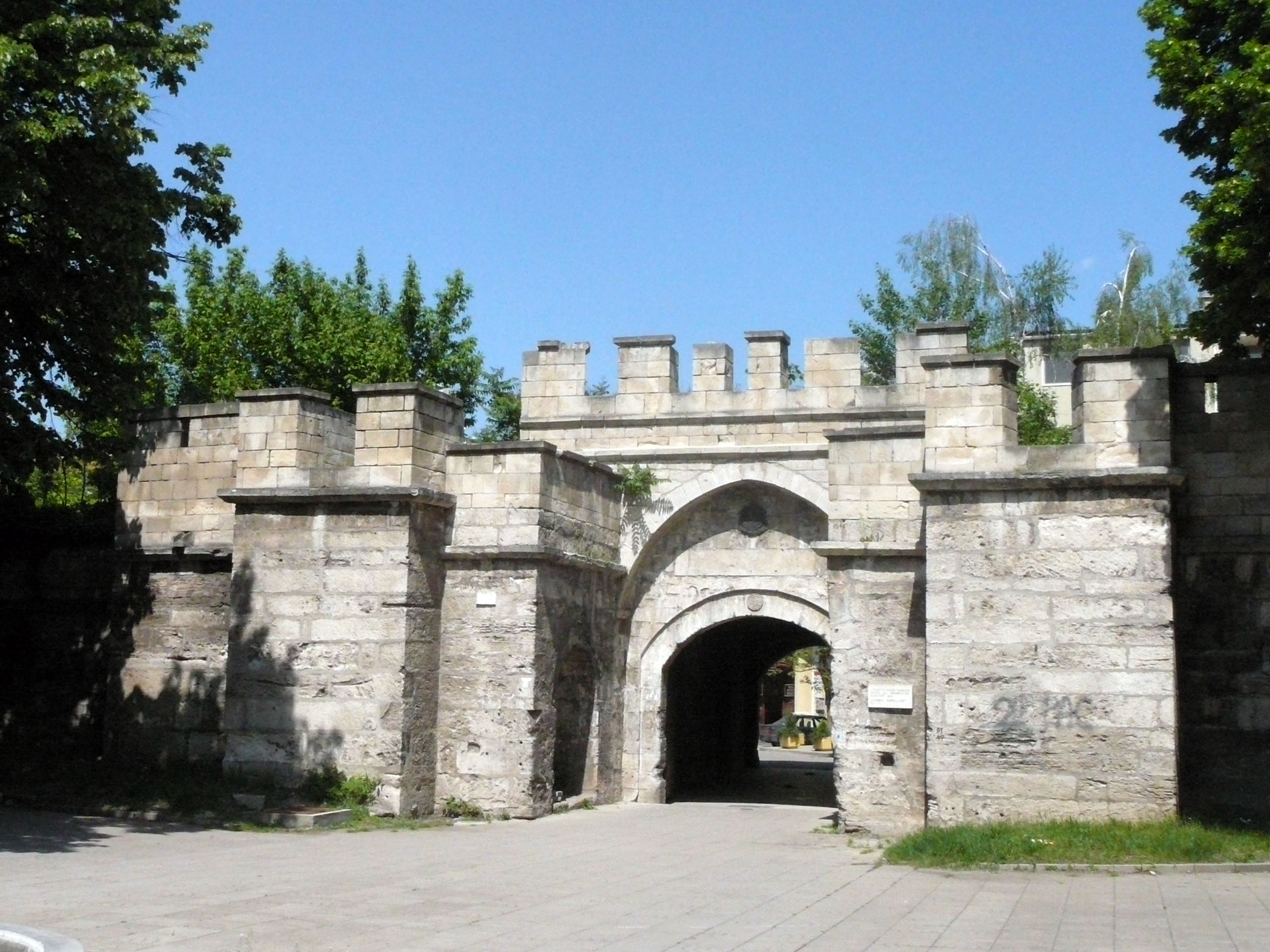
La porte d'Istanbul (Stambul kapı)
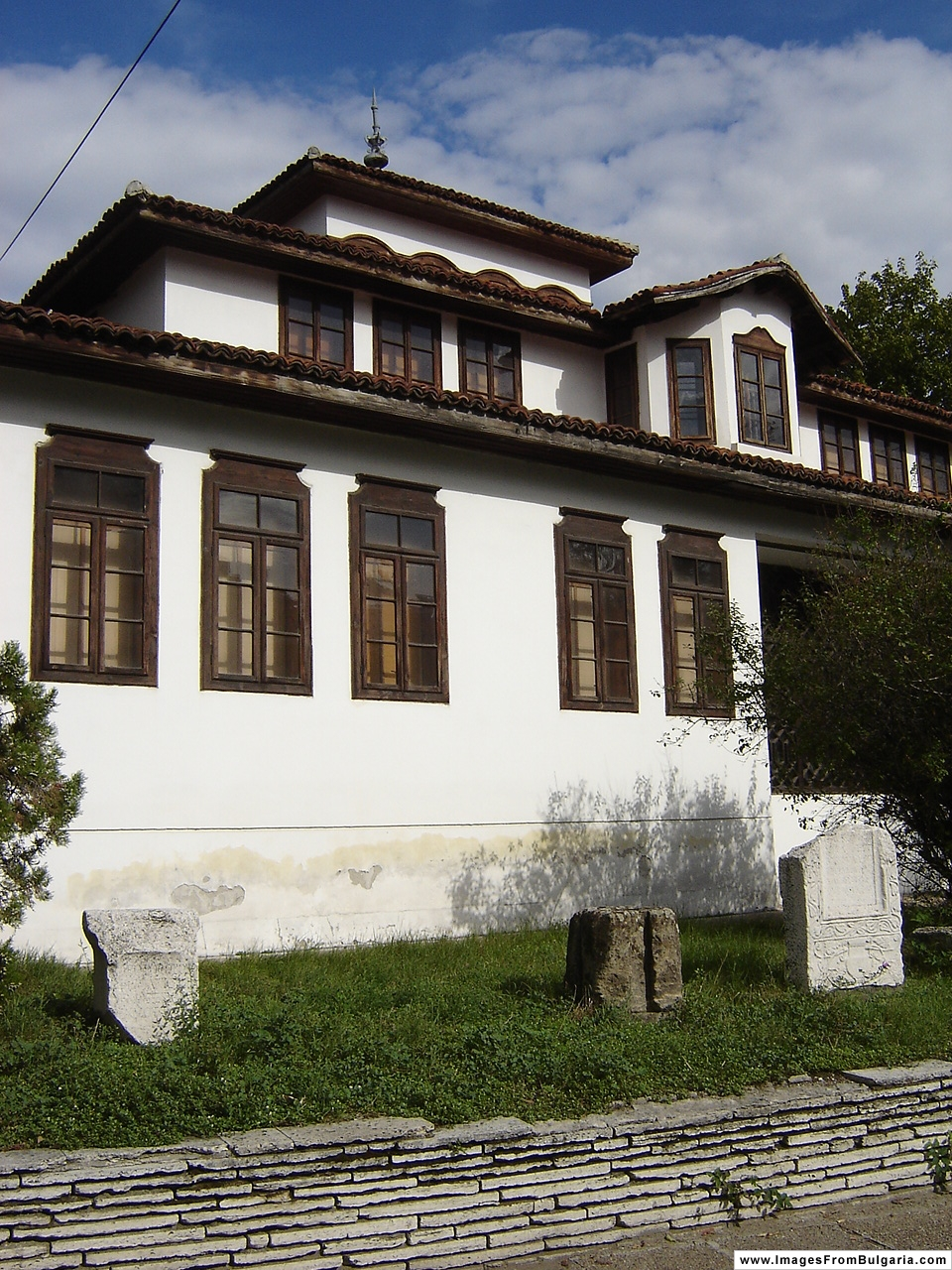
Maison-musée - Architecture locale du début du XIXe siècle
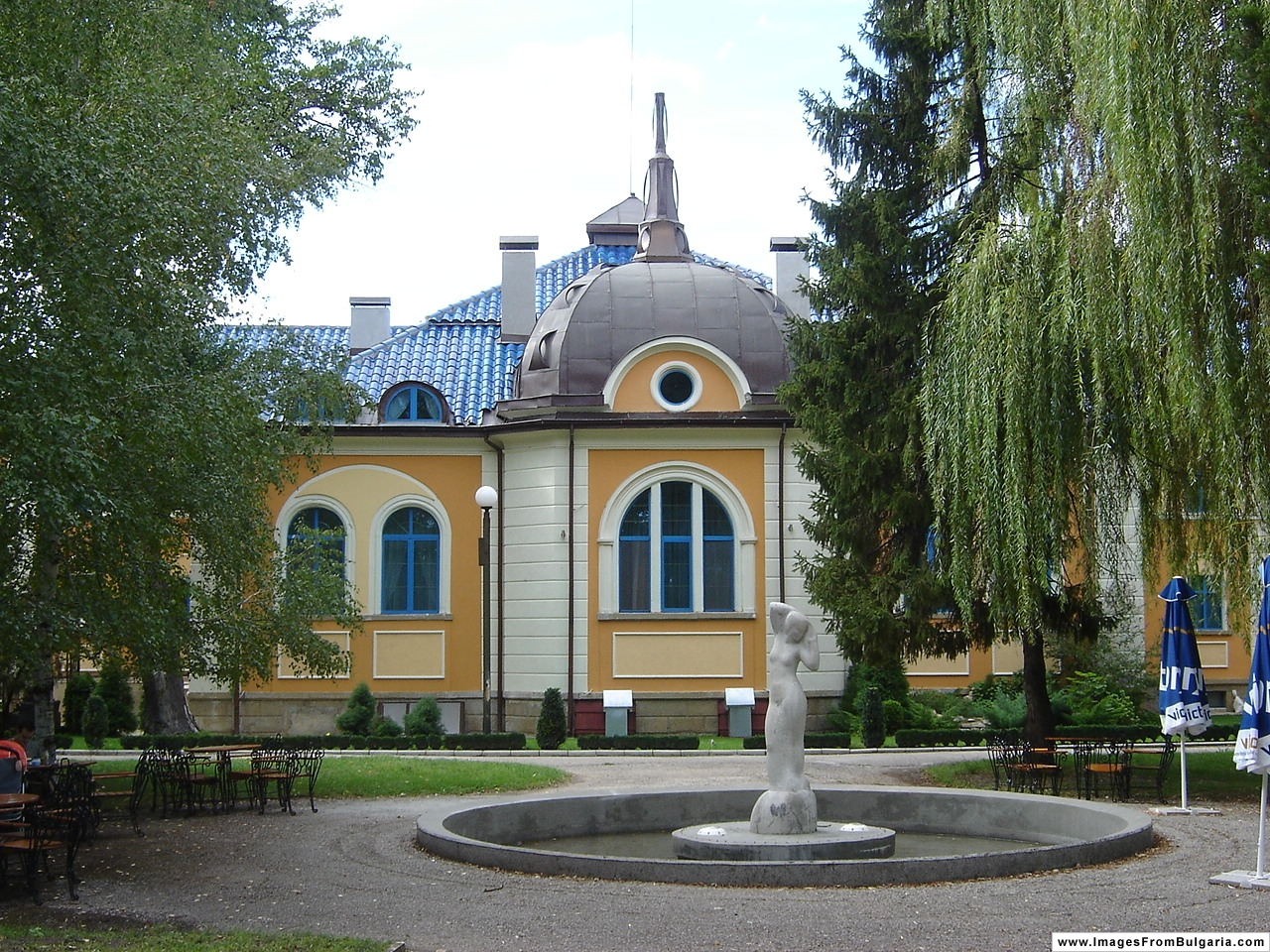
Les anciens bains publics - Architecture locale du XIXe siècle
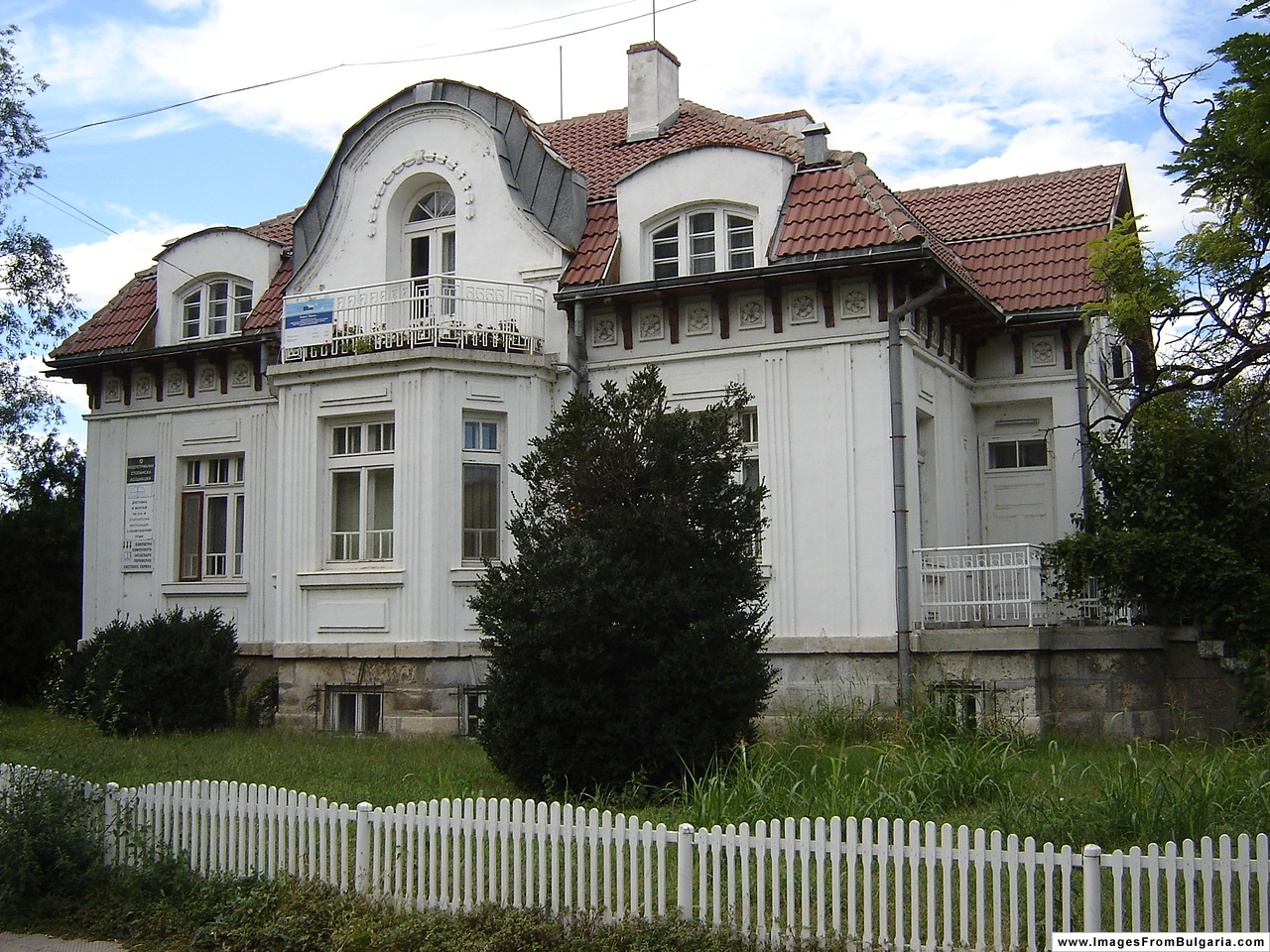
Maison traditionnelle - Architecture locale de la fin du XIXe siècle
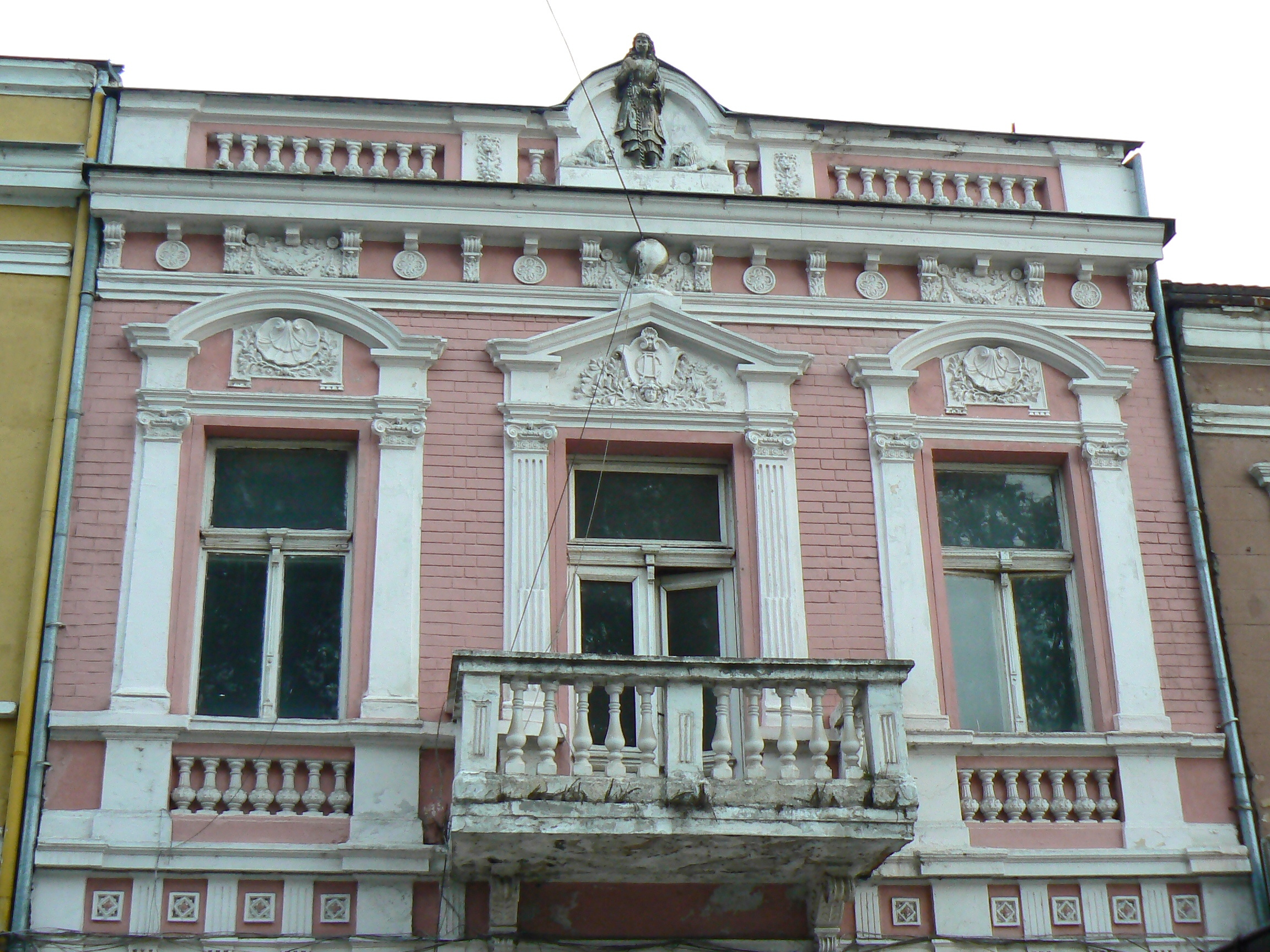
Architecture locale de la fin du XIXe, début XXe siècle
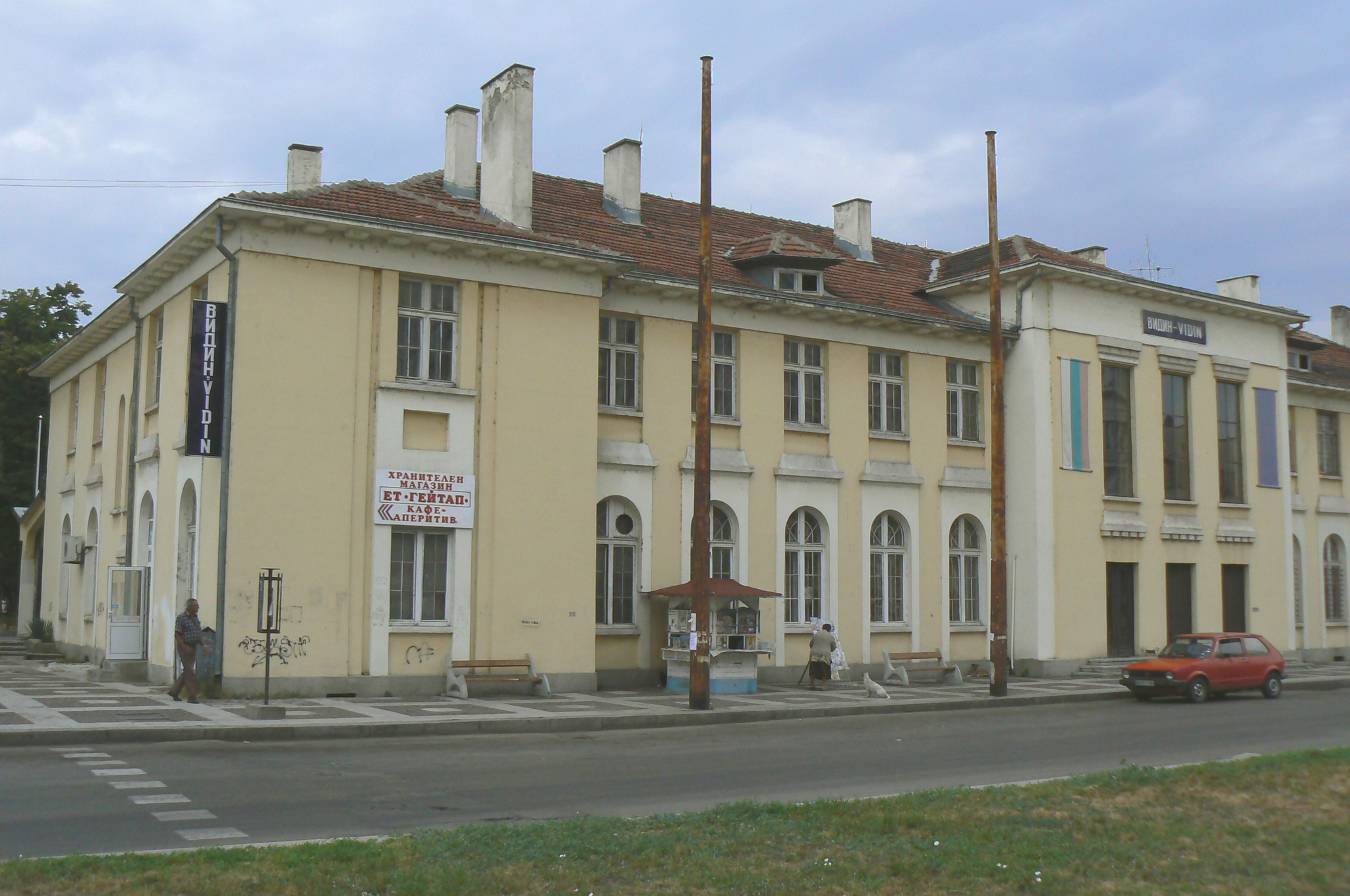
La gare des chemins de fer
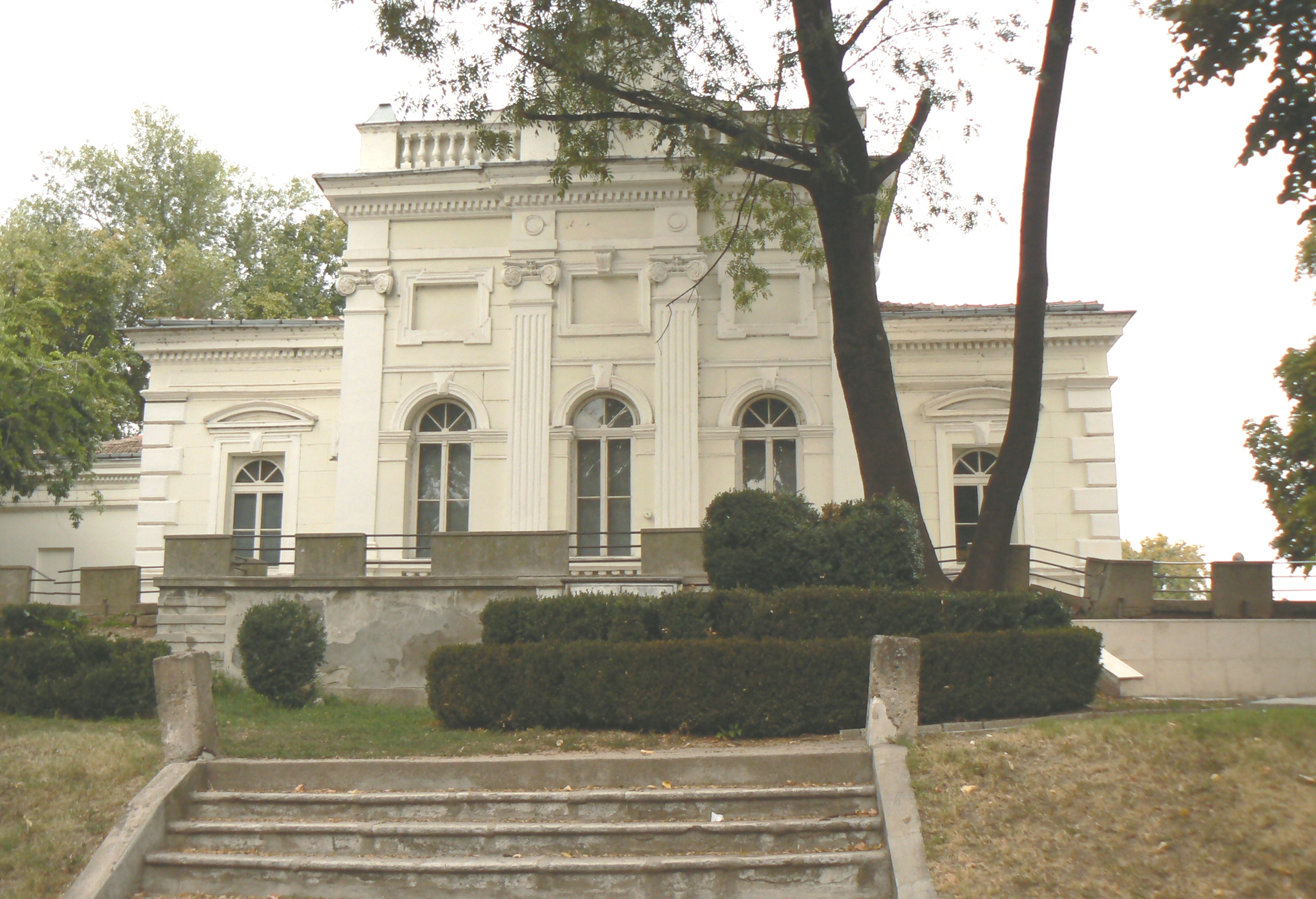
Le musée d'art
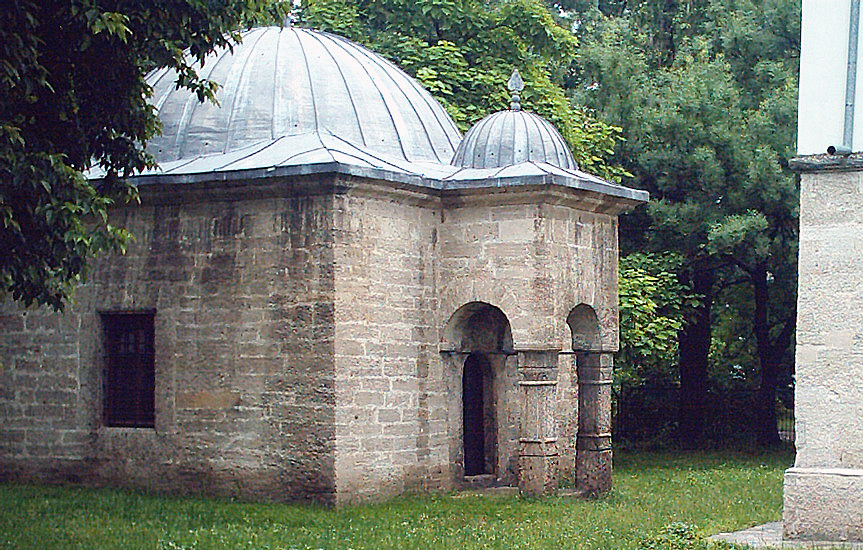
La bibliothèque Osman Pazvantoğlu
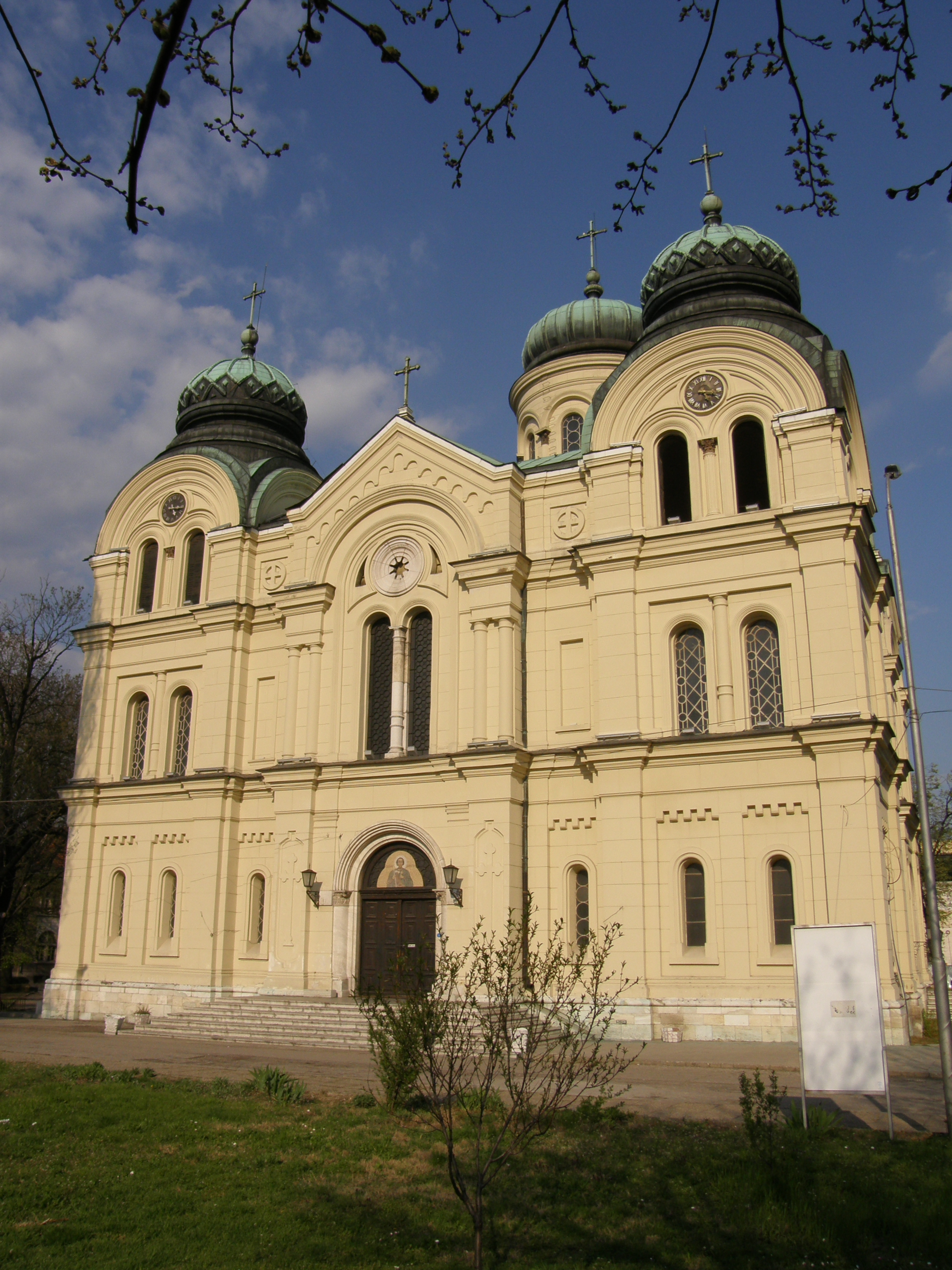
La cathédrale orthodoxe Svéti Dimitr (Saint-Dimitri)
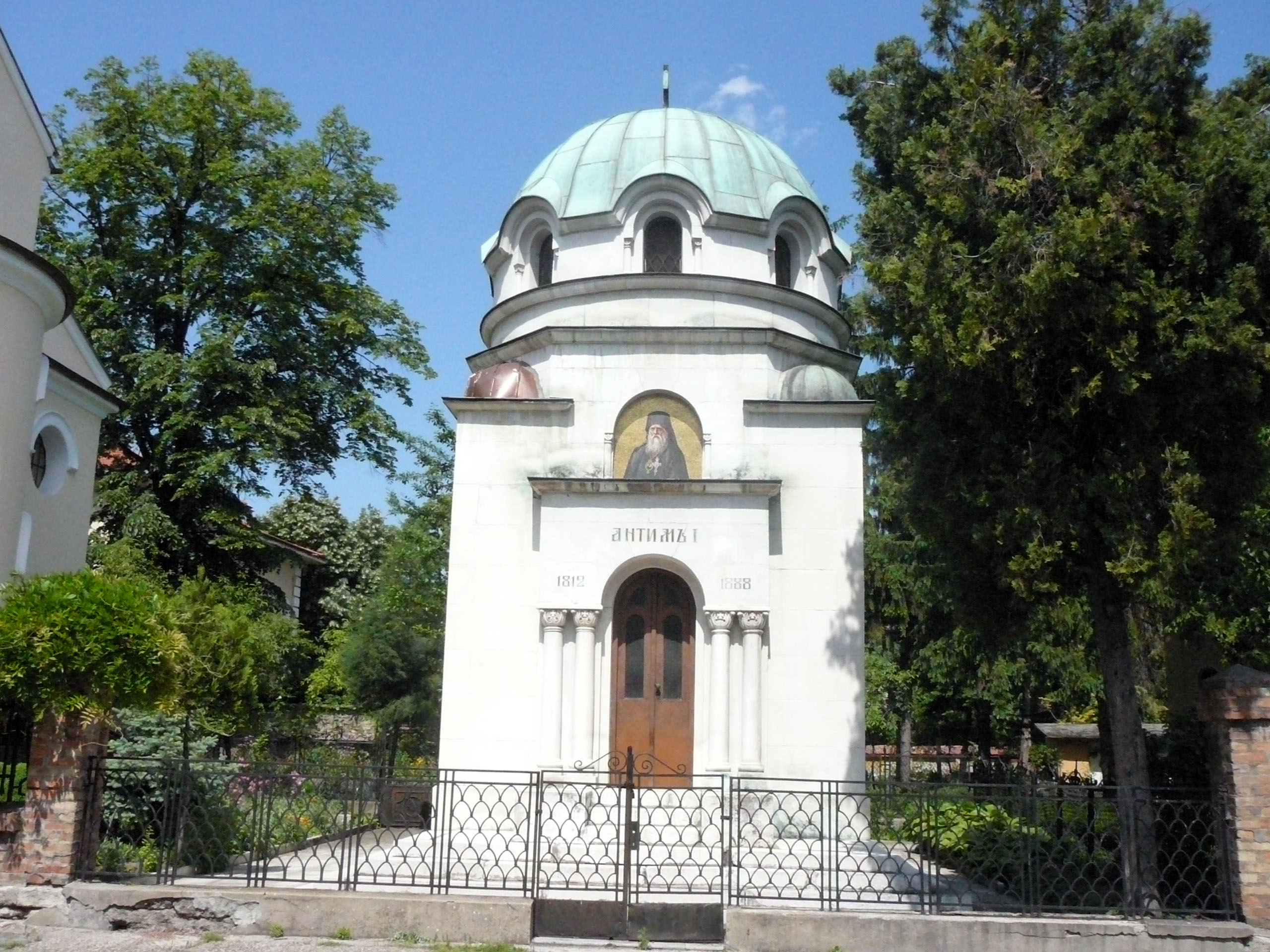
La nécropole de l'exarque Antim Ier
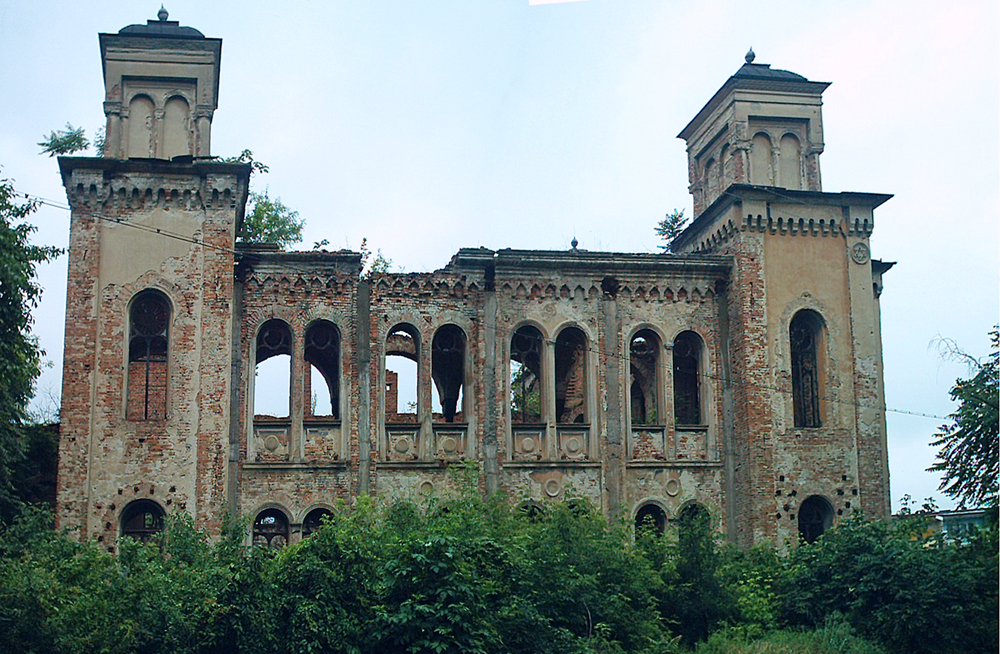
Ruines de la synagogue
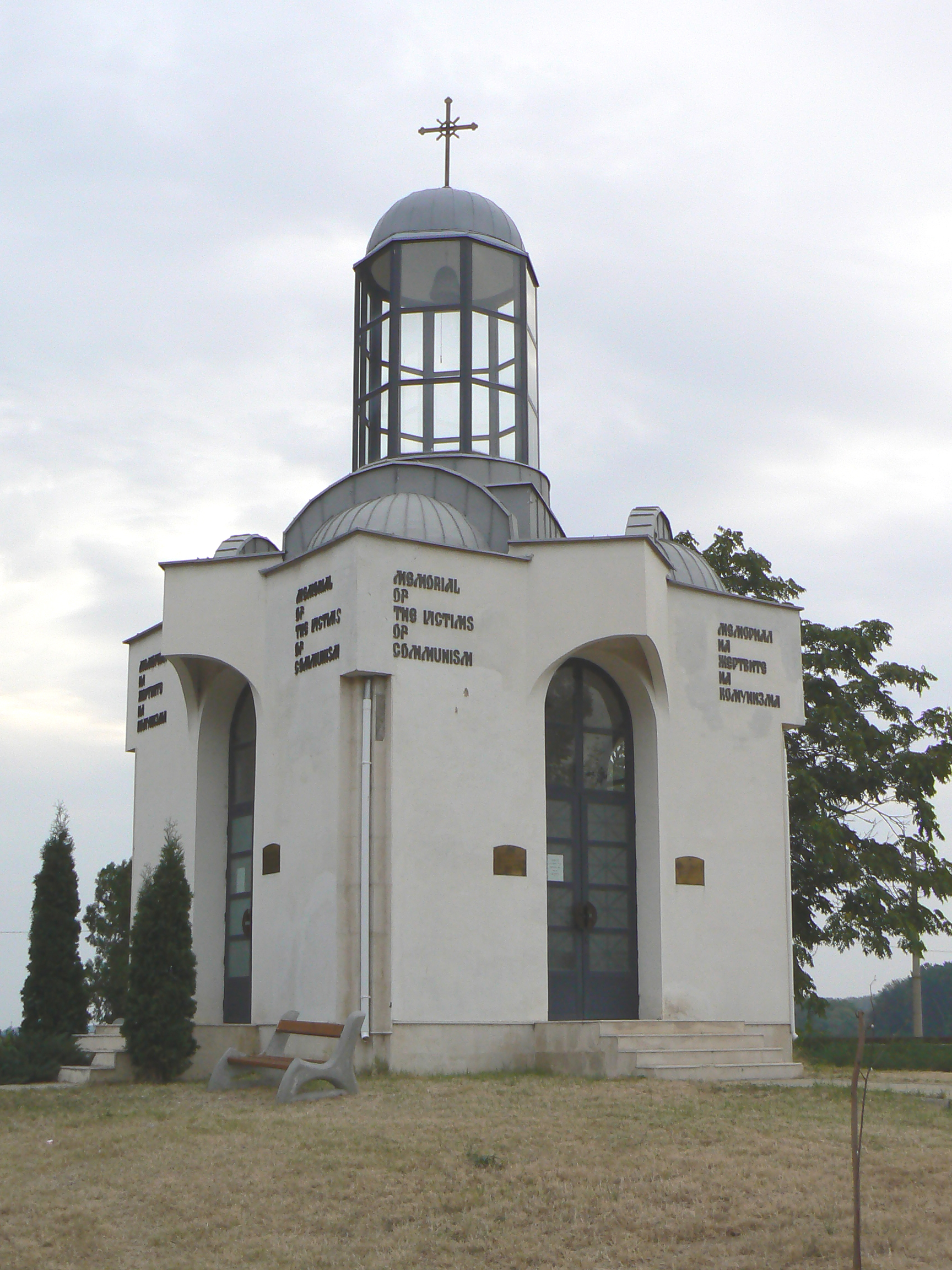
Le mémorial aux victimes de l'état communiste
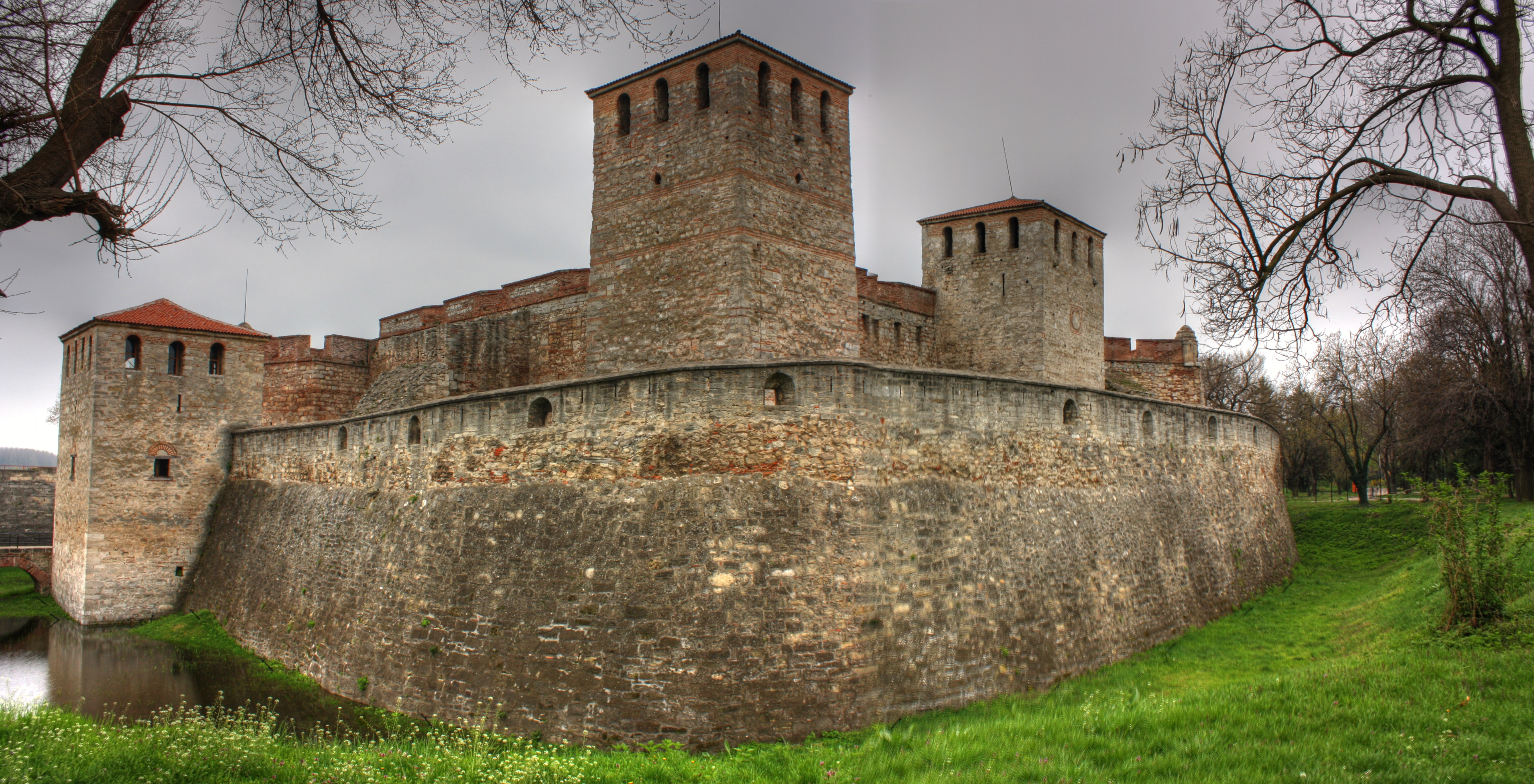
Forteresse médiévale Baba Vida
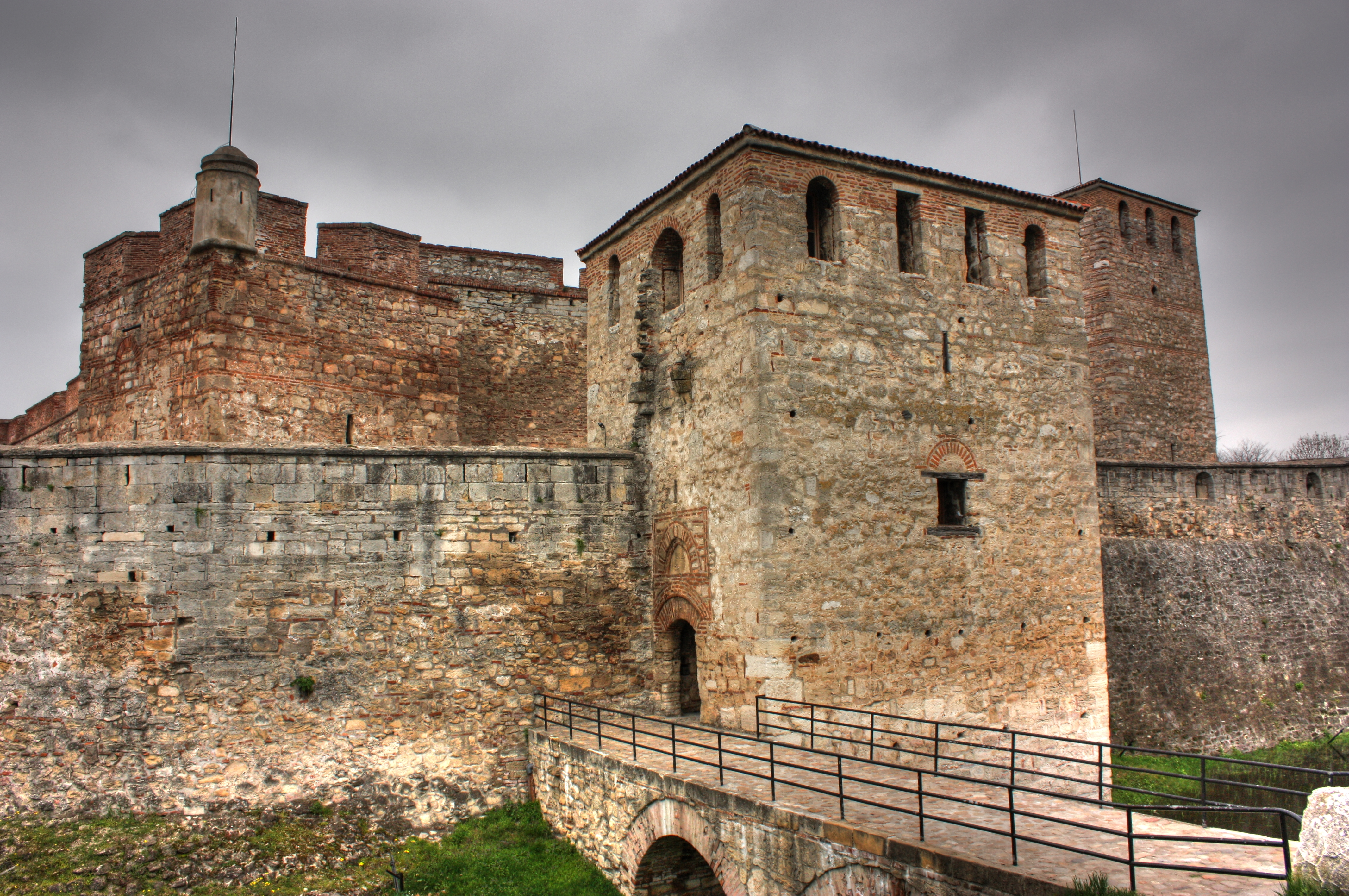
Forteresse médiévale Baba Vida